# Альотти, Марилин
Марилин Альотти (нидерл. Marilyn Agliotti, родилась 23 июня 1979 года в Боксбурге) — нидерландская и южноафриканская хоккеистка на траве, нападающая клуба «Антверпен». В составе сборной Нидерландов — чемпионка летних Олимпийских игр 2008 и 2012 годов, чемпионка Европы 2011 года. В составе сборной ЮАР участвовала в Олимпийских играх 2000 года.

## Спортивная карьера
Детство провела в ЮАР, где увлеклась хоккеем с мячом. Представляла клубы «Фиш Хук» и «Гарденс». За сборную ЮАР сыграла 75 игр к осени 2000 года. Выступала за сборную ЮАР на чемпионате мира 1998 года, Играх содружества 1998 года, Трофее чемпионов 2000 года и Олимпиаде в Сиднее. В 2003 году переехала в Нидерланды, получив в июле 2006 года подданство Нидерландов и право играть за сборную Нидерландов. В Нидерландах выступала за клубы «Роттердам» и «Оранье-Цварт», с 2014 года представляет «Антверпен».
В составе «оранжевых» Марилин провела 109 игр, забила 36 голов и выиграла чемпионат Европы 2011 года, Олимпиады 2008 и 2012 годов. На Олимпиаде в Пекине она забила 10 августа 2008 года гол в ворота своей бывшей сборной, а в полуфинале поразила ворота Аргентины. В 2012 году выиграла Олимпиаду в Лондоне, за что была награждена орденом Оранских-Нассау. Номинирована в 2007 году на звание лучшего игрока мира.

## Личная жизнь
Придерживается нетрадиционной сексуальной ориентации, состоит в браке с подругой и считает, что хоккейное общество не должно отторгать девушек-бисексуалок и лесбиянок.